# جاك داير
جاك داير (بالإنجليزية: Jack Dyer)‏ (11 ديسمبر 1991 في المملكة المتحدة - ) هو لاعب كرة قدم بريطاني في مركز الوسط. لعب مع نادي بيرتن ألبيون ونادي هدنسفورد تاون ونادي كيدرمينستر هاريرز لكرة القدم ونونيتون بورو ‏ ونادي تاموورث.

## وصلات خارجية
- جاك داير على موقع قاعدة بيانات كرة القدم.إي يو (الإنجليزية)
- جاك داير على موقع Soccerbase.com (لاعب) (الإنجليزية)
- جاك داير على موقع Soccerway.com (الإنجليزية)